# E級駆逐艦 (2代)
E級駆逐艦（英語: E-class destroyer）は、イギリス海軍の駆逐艦の艦級。C・D級をもとに、艦砲に対空兵器としての性格を付与した改正型として、1931-2年度計画で9隻が建造された。エクリプスをネームシップとしてエクリプス級（Eclipse-class）と称することもある。

## 来歴
イギリス海軍は1924-5年度より駆逐艦の建造を再開し、まずまず改W級駆逐艦をもとに第一次世界大戦の戦訓や新しい技術を盛り込んだプロトタイプとしてアマゾンとアンバスケイドを建造したのち、1927-8年度で量産型としてA級、続く1928-9年度で小改正型のB級が建造された。また1929-30年度では大型化して燃料の搭載量増加を図ったC級、1930-1年度では対潜戦能力を強化したD級が建造された。
C・D級は好評であり、1931-2年度では、同級の設計を踏襲して装備に改正を加えた艦が建造されることとなった。これがE級である。

## 設計
船首楼型、2本煙突という基本構成はC・D級と同様である。船首楼は3層からなり、上甲板に居住区と無線電信設備、中甲板に居住区、下甲板に弾火薬庫と燃料庫を設けている。また艦橋構造物に防弾鋼板を採用しているのも同様である。なお本級では、水防性向上の要請から缶室は2室から3室に増やされ、機関区画は1フレーム分延長されたが、機関部重量はほぼ変化はなかった。
機関構成はC・D級と同様であり、ボイラーは海軍本部の設計によるアドミラルティ式3胴型水管ボイラーを搭載した。ただし本級では、蒸気温度は315.5℃から326.7℃に高温化された。タービンはパーソンズ式オール・ギヤード・タービンであり、独立した巡航タービンは持たず、高圧タービンの中に設ける方式とされた。

## 装備
艦砲は、45口径12cm砲（QF 4.7インチ砲Mk.IX）4門を搭載するという点ではA～D級と同様だが、従来は仰角30度～俯角10度の平射砲であるMk.XIV砲架が採用されていたのに対し、E級では仰角を40度に増して、限定的ながら両用砲としての性格を備えたMk.XVII砲架が採用された。これを受けて高角砲は廃止され、対空兵器としては、4連装12.7mm機銃のみが搭載された。なお、エクスマスでは4.7インチ砲は更に1門増備され、計5門となった。ただし、依然として射撃指揮は対水上用のAFCC（海軍本部射撃指揮時計）および方位盤で行っており、対空用としては高角照準鏡などを備えた程度で、弾幕射撃が基本となっていた。
水雷兵器としては、A級以降の21インチ魚雷発射管の4連装2基装備が踏襲された。搭載魚雷も当初はMk.IVが搭載され、後に弾頭を大型化したMk.IXに更新された。また、エクリプスなど2隻は短期間で高速敷設艦に改造できるよう、新造時から機雷敷設用レールを設置していた。
その後、第二次世界大戦が勃発すると、生き残っていた艦は護衛駆逐艦として改装され、271型レーダーを装備し、62口径12.7mm機銃を70口径20mm機銃に換装するとともに後部魚雷発射管とバーターに45口径7.6cm高角砲（QF 3インチ砲Mk.I）を搭載して防空火力を強化、また45口径12cm砲のうち1門を撤去するかわりにヘッジホッグ対潜迫撃砲を搭載、爆雷搭載数を125発に増加させている。

## 同型艦
E級駆逐艦は他の艦級と同様に嚮導艦1隻を含む9隻が建造されたが、このうち6隻が戦没した。
また、大戦中のカナダ海軍と大戦後のギリシャ海軍にそれぞれ1隻ずつ貸与されている。
| #   | 艦名                           | 造船所             | 進水           | 就役            | その後 |
| --- | ------------------------------ | ------------------ | -------------- | --------------- | --- |
| H02 | エクスマス HMS Exmouth ※嚮導艦 | ポーツマス海軍工廠 | 1934年 2月7日  | 1934年 10月3日  | 1940年1月20日、スコットランド北東沖の北海にてドイツ潜水艦U22の魚雷攻撃を受け沈没。                                                     |
| H23 | エコー HMS Echo                | ウィリアム・デニー | 1934年 2月16日 | 1934年 10月25日 | 1944年4月5日にギリシャ海軍に貸与され、ナヴァリノ (Ναυαρίνο) に改名。 1956年3月8日にイギリス海軍へ返還。同年4月にスクラップとして売却。 |
| H08 | エクリプス HMS Eclipse         | ウィリアム・デニー | 1934年 4月12日 | 1934年 11月29日 | 1943年10月24日、カリムノス島の東方沖にて触雷し沈没。                                                                                   |
| H27 | エレクトラ HMS Electra         | ホーソン・レスリー | 1934年 2月15日 | 1934年 9月15日  | 1942年2月27日、スラバヤ沖海戦にて日本の駆逐艦朝雲と峯雲との砲撃戦により沈没。                                                          |
| H10 | エンカウンター HMS Encounter   | ホーソン・レスリー | 1934年 3月29日 | 1934年 11月2日  | 1942年3月1日、スンダ海峡にて日本海軍により撃沈。                                                                                       |
| H17 | エスカペード HMS Escapade      | スコッツ           | 1934年 1月30日 | 1934年 8月30日  | 1946年に退役、1947年5月17日にスクラップとして売却。                                                                                    |
| H66 | エスコート HMS Escort          | スコッツ           | 1934年 3月29日 | 1934年 11月6日  | 1940年7月11日、ジブラルタル東方沖にてイタリア潜水艦グリエルモ・マルコーニの雷撃により沈没。                                            |
| H15 | エスク HMS Esk                 | スワン・ハンター   | 1934年 3月19日 | 1934年 9月26日  | 1940年8月31日夜、オランダのテセル島沖にて無標識の機雷原に入り込み触雷沈没（テセルの惨事）。                                            |
| H61 | エクスプレス HMS Express       | スワン・ハンター   | 1934年 5月29日 | 1934年 10月31日 | 1943年6月3日にカナダ海軍に譲渡され、艦名をガティノー (HMCS Gatineau) に改名。 1946年1月10日に退役。1948年に防波堤として自沈。          |